# Петровское сельское поселение (Крым)
Петровское се́льское поселе́ние (укр. Петрівське сільське поселення, крымскотат. Петровка кой юрту, Petrovka köy yurtu) — муниципальное образование в Красногвардейском районе Республики Крым России, в степной зоне полуострова, примыкает к райцентру.
Административный центр — село Петровка.

## История
В советское время был образован Петровский сельский совет.
На 15 июня 1960 года в составе сельсовета числились населённые пункты:

| - Анастасьево - Беседино - Ближнее - Бутовка - Известковое - Карповка | - Карьерное - Красная Поляна - Красный Строитель - Кремневка - Миролюбовка | - Новоэстония - Петровка - Пушкино - Разино - Ястребовка |

Сельское поселение образовано в границах сельсовета в соответствии с законом Республики Крым от 5 июня 2014 года.

## Население
| 2001    | 2014    | 2015    | 2016    | 2017    | 2018    | 2019    |
| ------- | ------- | ------- | ------- | ------- | ------- | ------- |
| 11 958  | ↘11 864 | ↗11 891 | ↗12 097 | ↘12 093 | ↗12 101 | ↘11 993 |
| 2020    | 2021    |         |         |         |         |         |
| ↘11 912 | ↗12 000 |         |         |         |         |         |

## Состав сельского поселения
| № | Населённый пункт | Тип населённого пункта       | Население |
| - | ---------------- | ---------------------------- | --------- |
| 1 | Петровка         | село, административный центр | ↘6389     |
| 2 | Ближнее          | село                         | ↗963      |
| 3 | Известковое      | село                         | ↘274      |
| 4 | Красная Поляна   | село                         | ↗828      |
| 5 | Кремневка        | село                         | ↘624      |
| 6 | Миролюбовка      | село                         | ↘771      |
| 7 | Новоэстония      | село                         | ↘1027     |
| 8 | Пушкино          | село                         | ↘663      |